# Dance of the Clairvoyants
"Dance of the Clairvoyants" é uma canção da banda de rock Americana Pearl Jam, lançada em 22 de janeiro de 2020 como o primeiro single do décimo primeiro álbum de estúdio da banda, Gigaton (2020). Três videoclipes foram lançados para a canção. A letra foi composta por Eddie Vedder e a música foi composta por todos os cinco membros da banda.

## Origem
O baixista Jeff Ament disse sobre a canção:
'Dance' foi uma tempestade perfeita de experimentação e colaboração real, misturando a instrumentação e criando uma ótima música, e Ed escrevendo algumas das minhas palavras favoritas, em torno do padrão de bateria de Matt. Eu mencionei a insana guitarra de Mike e que Stone está tocando baixo nesta [faixa]? Abrimos novas portas de forma criativa e isso é emocionante.

## Lançamento
A canção foi lançada via streaming e download digital às 12:00 horas da manhã no Fuso Horário Oriental dos Estados Unidos no dia 22 de janeiro de 2020.

## Videoclipe
Um videoclipe dirigido por Joel Edwards intitulado "Dance Of The Clairvoyants (Mach I)", foi publicado no canal oficial do Pearl Jam no YouTube no mesmo dia do lançamento da canção. A banda náo aparece no vídeo. Um segundo videoclipe dirigido por Ryan Cory e intitulado "Dance Of The Clairvoyants (Mach II)" conta com a participação da banda e foi lançado em 29 de janeiro de 2020.
Em 7 de fevereiro de 2020, foi lançado o terceiro videoclipe intitulado "Dance of the Clairvoyants (Mach III)". Dirigipo por Ryan Cory, o vídeo foi descrito pela banda como o seu primeiro videoclipe oficial em sete anos.

## Créditos
- Eddie Vedder – vocalista
- Mike McCready – guitarra solo
- Stone Gossard – guitarra rítmica, baixo
- Jeff Ament – guitarra, teclado
- Matt Cameron – bateria[12]

## Desempenho nas tabelas musicais
| Tabela (2020)                                           | Melhor posição |
| ------------------------------------------------------- | -------------- |
| Bélgica (Ultratip Bubbling Under de Flandres)           | 9              |
| Bélgica (Ultratip Bubbling Under da Valônia)            | 28             |
| Canadá (Billboard Rock)                                 | 3              |
| Nova Zelândia (RMNZ)                                    | 16             |
| Escócia (Scottish Singles Chart)                        | 19             |
| Estados Unidos (Billboard Hot Rock & Alternative Songs) | 3              |
| Estados Unidos (Billboard Rock Airplay)                 | 8              |